# Lepidus
Lepidus („fascinující“) byl menší dravý (teropodní) dinosaurus, který žil v období svrchního triasu (geologický stupeň nor, asi před 223 miliony let) na území dnešního Texasu v USA.

## Historie
Fosilie tohoto malého dravého dinosaura byly objeveny v lokalitě Otis Chalk v geologickém souvrství Dockum Group na území Texasu. Formálně byl tento teropod posán v roce 2015 paleontology Sterlingem Nesbittem a Martínem Ezcurrou. Objeveny byly části postkraniální kostry i lebky. Holotyp (kat. ozn. TMM 41936-1.3) byl objeven již roku 1941. Druhové jméno znamená doslova "fragment" nebo "střep" (odkazuje k fragmentární povaze dochovaných fosilií).

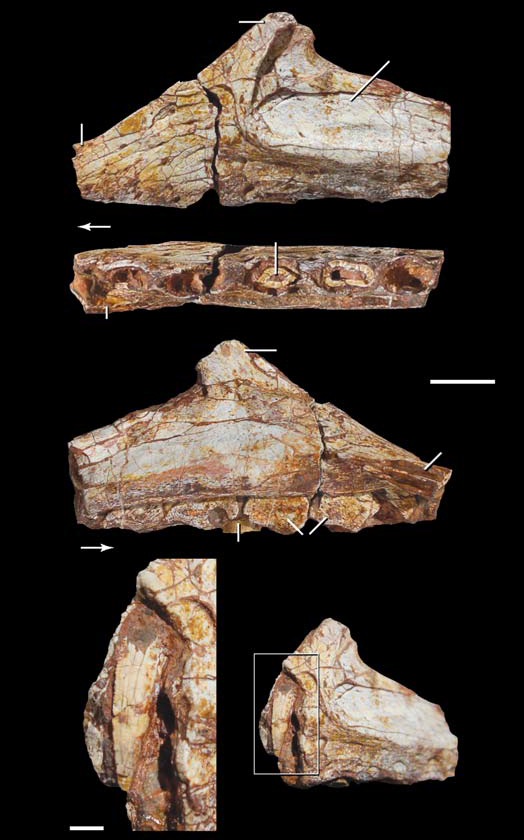
Část horní čelisti rodu Lepidus.

## Zařazení
Lepidus praecisio byl zřejmě zástupcem čeledi Coelophysidae a jeho blízkými příbuznými byly rody Liliensternus, Zupaysaurus, Syntarsus a Coelophysis.

## Kladogram
|  | Coelophysis bauri                                                                    |
|  |                                                                                      |
|  | \| \| Coelophysis rhodesiensis \| \| \| \| \| \| Camposaurus arizonensis \| \| \| \| |
|  |                                                                                      |
|  | Coelophysis rhodesiensis                                                             |
|  |                                                                                      |
|  | Camposaurus arizonensis                                                              |
|  |                                                                                      |

|  | Coelophysis rhodesiensis |
|  |                          |
|  | Camposaurus arizonensis  |
|  |                          |

|  | Coelophysis bauri                                                                    |
|  |                                                                                      |
|  | \| \| Coelophysis rhodesiensis \| \| \| \| \| \| Camposaurus arizonensis \| \| \| \| |
|  |                                                                                      |
|  | Coelophysis rhodesiensis                                                             |
|  |                                                                                      |
|  | Camposaurus arizonensis                                                              |
|  |                                                                                      |

|  | Coelophysis rhodesiensis |
|  |                          |
|  | Camposaurus arizonensis  |
|  |                          |

|  | Coelophysis bauri                                                                    |
|  |                                                                                      |
|  | \| \| Coelophysis rhodesiensis \| \| \| \| \| \| Camposaurus arizonensis \| \| \| \| |
|  |                                                                                      |
|  | Coelophysis rhodesiensis                                                             |
|  |                                                                                      |
|  | Camposaurus arizonensis                                                              |
|  |                                                                                      |

|  | Coelophysis rhodesiensis |
|  |                          |
|  | Camposaurus arizonensis  |
|  |                          |

|  | Coelophysis bauri                                                                    |
|  |                                                                                      |
|  | \| \| Coelophysis rhodesiensis \| \| \| \| \| \| Camposaurus arizonensis \| \| \| \| |
|  |                                                                                      |
|  | Coelophysis rhodesiensis                                                             |
|  |                                                                                      |
|  | Camposaurus arizonensis                                                              |
|  |                                                                                      |

|  | Coelophysis rhodesiensis |
|  |                          |
|  | Camposaurus arizonensis  |
|  |                          |

|  | Dilophosaurus                                              |
|  |                                                            |
|  | Cryolophosaurus                                            |
|  |                                                            |
|  | \| \| Tetanurae \| \| \| \| \| \| Ceratosaurus \| \| \| \| |
|  |                                                            |
|  | Tetanurae                                                  |
|  |                                                            |
|  | Ceratosaurus                                               |
|  |                                                            |

|  | Tetanurae    |
|  |              |
|  | Ceratosaurus |
|  |              |

|  | Coelophysis bauri                                                                    |
|  |                                                                                      |
|  | \| \| Coelophysis rhodesiensis \| \| \| \| \| \| Camposaurus arizonensis \| \| \| \| |
|  |                                                                                      |
|  | Coelophysis rhodesiensis                                                             |
|  |                                                                                      |
|  | Camposaurus arizonensis                                                              |
|  |                                                                                      |

|  | Coelophysis rhodesiensis |
|  |                          |
|  | Camposaurus arizonensis  |
|  |                          |

|  | Coelophysis bauri                                                                    |
|  |                                                                                      |
|  | \| \| Coelophysis rhodesiensis \| \| \| \| \| \| Camposaurus arizonensis \| \| \| \| |
|  |                                                                                      |
|  | Coelophysis rhodesiensis                                                             |
|  |                                                                                      |
|  | Camposaurus arizonensis                                                              |
|  |                                                                                      |

|  | Coelophysis rhodesiensis |
|  |                          |
|  | Camposaurus arizonensis  |
|  |                          |

|  | Coelophysis bauri                                                                    |
|  |                                                                                      |
|  | \| \| Coelophysis rhodesiensis \| \| \| \| \| \| Camposaurus arizonensis \| \| \| \| |
|  |                                                                                      |
|  | Coelophysis rhodesiensis                                                             |
|  |                                                                                      |
|  | Camposaurus arizonensis                                                              |
|  |                                                                                      |

|  | Coelophysis rhodesiensis |
|  |                          |
|  | Camposaurus arizonensis  |
|  |                          |

|  | Coelophysis bauri                                                                    |
|  |                                                                                      |
|  | \| \| Coelophysis rhodesiensis \| \| \| \| \| \| Camposaurus arizonensis \| \| \| \| |
|  |                                                                                      |
|  | Coelophysis rhodesiensis                                                             |
|  |                                                                                      |
|  | Camposaurus arizonensis                                                              |
|  |                                                                                      |

|  | Coelophysis rhodesiensis |
|  |                          |
|  | Camposaurus arizonensis  |
|  |                          |

|  | Dilophosaurus                                              |
|  |                                                            |
|  | Cryolophosaurus                                            |
|  |                                                            |
|  | \| \| Tetanurae \| \| \| \| \| \| Ceratosaurus \| \| \| \| |
|  |                                                            |
|  | Tetanurae                                                  |
|  |                                                            |
|  | Ceratosaurus                                               |
|  |                                                            |

|  | Tetanurae    |
|  |              |
|  | Ceratosaurus |
|  |              |